# Clodoaldo
Clodoaldo Tavares de Santana eller bare Clodoaldo (født 26. september 1949 i Aracaju, Brasilien) er en tidligere brasiliansk fodboldspiller (midtbane), der med Brasiliens landshold vandt guld ved VM i 1970 i Mexico. Han spillede samtlige brasilianernes seks kampe under turneringen, hvor han blandt andet scorede det ene mål i semifinalesejren over naboerne fra Uruguay. I alt nåede han at spille 38 landskampe.
Clodoaldo spillede på klubplan primært for Santos FC i hjemlandet, hvor han var tilknyttet i 13 sæsoner. Her var han med til at vinde fem statsmesterskaber i São Paulo-staten.